# 高凌霨
高 凌霨（こう りょうい）は清末民初の政治家。字は澤畬。号は蒼松。北京政府では直隷派に近く、国務総理代理などを務めた高官である。また、後に親日政権である中華民国臨時政府に参加した。

## 事績

### 親直隷派高官
1894年（光緒20年）に挙人となる。湖北省に赴任し、啓新書院中学堂副監督、湖北武備学堂監督、湖北省立造幣廠総弁を歴任した。1908年（光緒34年）2月、湖広総督張之洞の推薦により、高凌霨は湖北提学使に昇進する。1910年（宣統2年）9月、湖北布政使に昇進した。1911年（宣統3年）10月の武昌起義の際には、上海へ避難している。
1912年（民国元年）、高凌霨は共和党に加入し、その幹事となった。1913年（民国2年）より、北京政府の命により国内各省の銀行の改組について事務を担当する。さらに、署直隷省財政司司長兼直隷省征税調査処及国税籌備処処長に就任した。この時、保定に駐屯していた陸軍第3師師長曹錕と親交を結んでいる。翌年4月、奉天省に移り、都督張錫鑾の高等顧問に就任した。
1917年（民国6年）、高凌霨は直隷省で参議院議員に選出された。1920年（民国9年）、靳雲鵬内閣で農商部次長に就任したが、内閣自体が短期で崩壊している。1921年（民国10年）10月、曹錕の推薦により、財政総長に就任（後に塩務署督弁、幣制局督弁も兼任）した。顔恵慶臨時内閣、梁士詒内閣では内務総長に就いた。
1922年（民国11年）6月、交通総長も兼任した。しかしまもなく直隷派内部で呉佩孚率いる「洛派」と曹錕率いる「津保派」との間で派閥対立が発生する。「津保派」と目されていた高凌霨は、呉の圧力を受ける形で辞任した。それでも曹の後押しにより、その後も財政総長、農商総長、内務総長を歴任している。
1923年（民国12年）6月14日、張紹曽の後任として、高凌霨は、内務総長兼国務総理暫行代理となる。高は曹錕の大総統選出を政治的に支援し、10月の選挙で曹は大総統に選出された。しかし、この選出は「賄選」と称されるほどの腐敗した過程によるものであり、その責任者として高は糾弾され、曹もやむなく高を罷免した。結局、高は、正式に総理となれないまま国務総理代理を罷免されたのである。

### 中華民国臨時政府への参加
1926年（民国15年）以降、高凌霨は天津の日本租界に隠居する一方で、日本との政治的交流を深めている。1931年（民国20年）、天津で段祺瑞、王揖唐とともに「中日密教研究会」を組織した。その実態は日本との政治的連携を密かに進めるものであった。その後も、「救済華北経済委員会」、「東亜経済協会」など対日協力組織に参加した。1935年（民国24年）末に、冀察政務委員会委員に就任している。
1937年（民国26年）に日本が北平・天津を占領すると、高凌霨は天津治安維持会を組織して日本に協力した。同年12月、王克敏らと協議して親日政権の組織を開始する。同月14日、中華民国臨時政府が成立し、高は当初、臨時政府委員（議政委員会委員）兼天津特別市長となる。しかし年内に河北省長へと転任している（後任の天津特別市長は潘毓桂）。翌1938年（民国27年）5月、高は何者かの銃撃に遭い、政務への意欲を削がれたのか、1939年（民国28年）3月9日に河北省長を辞任する（後任は呉賛周）。臨時政府委員には留任し、新たに振務委員長に特派され兼任したものの、閑職であり事実上引退状態になった。
1940年（民国29年）3月4日、北京特別市で心臓病のため死去。享年71（満69歳）。

## 注
1. ↑  『同盟旬報』1巻18号通号18号、昭和12年12月中旬号、同盟通信社、38頁。
2. ↑  臨時政府令、令字第335号、民国28年3月9日（『政府公報』第64号、民国28年3月11日、臨時政府行政委員会情報処第四科、1頁）。
3. ↑  臨時政府令、令字第336号、民国28年3月9日（『政府公報』第64号、民国28年3月11日、臨時政府行政委員会情報処第四科、1頁）。
4. ↑  『朝日新聞』1940年3月5日による。徐友春主編『民国人物大辞典 増訂版』は1939年死去、張樹勇「高凌霨」は1943年（民国32年）2月死去、としている。